# Koaxiální kabel

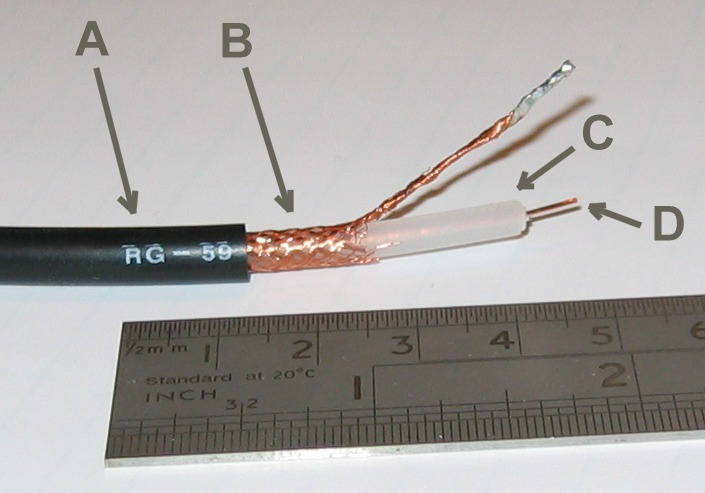
Koaxiální kabel RG-59
A - Plášť
B - Vodivé opletení
C - Dielektrikum
D - Vnitřní vodič

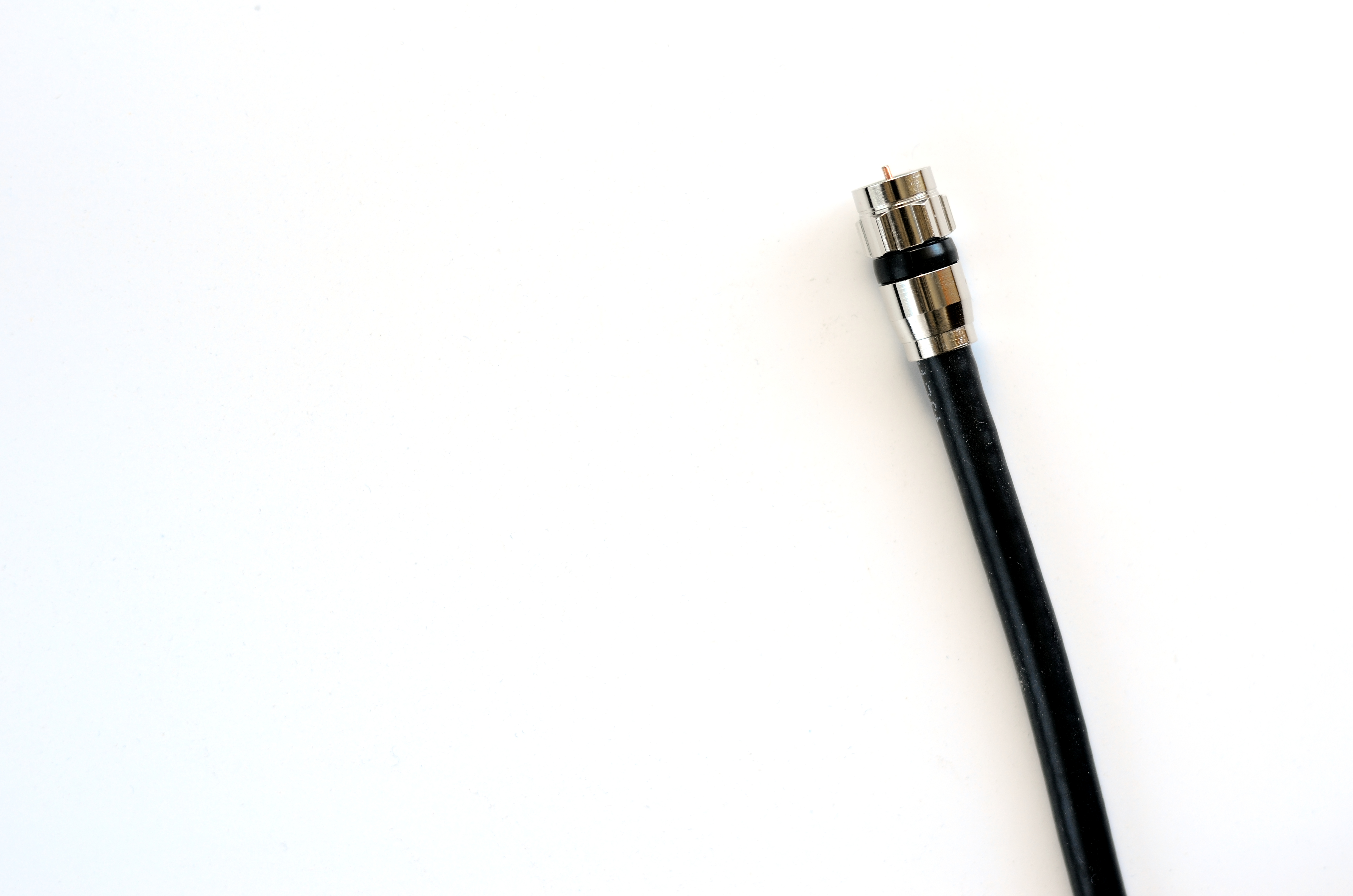
Konektor koaxiálního kabelu

Koaxiální kabel (zkráceně koax) je souosý elektrický kabel s jedním válcovým vnějším vodičem a jedním drátovým nebo trubkovým vodičem vnitřním. Vnější vodič nazýváme často stíněním a vnitřní vodič jádrem. Vnější a vnitřní vodič jsou odděleny nevodivou vrstvou (dielektrikum). Základním účelem dielektrika je docílit soustřednosti vnějšího a vnitřního vodiče, aby nenastávala nehomogenita charakteristické impedance.
Pomocí vnitřního a vnějšího vodiče lze přenášet stejnosměrný proud (napájení anténních předzesilovačů), odrušit (stínit) nízkofrekvenční signály (kabely k mikrofonům a sluchátkům), ovšem nejčastější funkcí koaxiálního kabelu je přenos elektromagnetického vlnění o vysokém kmitočtu (maximálně do 10 GHz), které se šíří koaxiálním kabelem podobně jako stejnosměrný proud.
Vyrábějí se kabely s průměrem od několika milimetrů až do několika desítek centimetrů.

## Základní části koaxiálních kabelů
- Vnitřní vodič (také střední vodič, jádro) – bývá zhotoven z mědi, má podobu plného drátu nebo lanka spleteného z více drátků, u větších koaxiálů bývá dutý.
- Vnější vodič (také stínění) – bývá zhotoven z hliníkové nebo měděné fólie nebo je tvořen jako opletení dielektrika měděnými vlákny, případně kombinace obojího.
- Dielektrikum – je izolační vrstva vložená mezi vnitřní a vnější vodič. Velkou měrou ovlivňuje vysokofrekvenční vlastnosti koaxiálního kabelu. Bývá zhotoveno obvykle z polyethylenu, teflonu i jiných izolačních materiálů. U koaxiálních vedení (pojem kabel zde není užíván) pro velké výkony jím bývá i vzduch, pak je soustřednost vnějšího a vnitřního vodiče zajištěna pomocí izolačních rozpěr (např. v podobě talířků).

## Základní vlastnosti koaxiálních kabelů
Charakteristická impedance (také vlnový odpor neboli vlnová impedance ) – je dána průměrem vnějšího a vnitřního vodiče a použitým dielektrikem. Udává se v Ohmech (Ω). Vypočítá se ze vztahu:
{\displaystyle Z={\frac {Z_{o}}{2\pi {\sqrt {\varepsilon _{\rm {r}}}}}}\cdot \ln \left({\frac {D}{d}}\right)\approx {\frac {60}{\sqrt {\varepsilon _{\rm {r}}}}}\cdot \ln \left({\frac {D}{d}}\right)}
Kde:
- Z0 je impedance volného prostředí a činí přibližně 377 Ω
- εr je relativní permitivita použitého dielektrika
- D je průměr vnějšího vodiče a d je průměr vnitřního vodiče

Typické koaxiální kabely mají charakteristickou impedanci:
- 75 Ω – použití zejména v televizní technice, také v telekomunikacích jako dálkový telefonní kabel pro nosnou telefonii,
- 50 Ω – použití na vysílačích, přijímačích jako napáječ antén a v pomalejších verzích počítačových sítí Ethernet.

Další vlastnosti:
- Měrný útlum – vyjadřuje, kolikrát se zmenší výkon signálu po průchodu kabelem definované délky. Udává se v dB/m nebo v dB/100m, je kmitočtově závislý.
- Činitel zkrácení – vyjadřuje kolikrát je délka vlny signálu v koaxiálním kabelu kratší než délka vlny téhož elektromagnetického signálu ve volném prostoru nebo kolikrát je rychlost šíření signálu kabelem menší než rychlost šíření signálu ve vakuu. Závisí na použitém dielektriku; u pěnového dialektrika bývá 0,81, u pevného 0,66.
- Měrná kapacita (také parazitní kapacita) – je způsobena uspořádáním kabelu, které je podobné kondenzátoru (dva souosé kovové válce mezi nimiž je dielektrikum). Udává se ve Faradech na metr (F/m respektive pF/m nebo nF/km).
- Měrná indukčnost – udává se v Henry na metr (H/m).

## Použití
- napáječ vysílacích nebo přijímacích antén
- svod od televizní antény, televizní rozvody
- kabelová televize
- svod od parabolické antény pro družicový přijímač
- počítačové sítě
- telefonie

## Koaxiální kabely v počítačových sítích
- tenký koaxiální kabel – průměr kabelu je 6,3 mm (0,25 palce), jeho impedance činí 50 Ω, maximální délka segmentu může být 185 m; viz 10Base2, RG58,
- tlustý koaxiální kabel – průměr kabelu je 12,7 mm (0,5 palce), jeho impedance činí 50 Ω a byl prvním kabelem, který se používal pro páteřní vedení sítí Ethernet; z jeho rozměrů plynou lepší vysokofrekvenční vlastnosti, takže délka segmentu může být 500 m; viz 10Base5, RG-8,
- koaxiální kabel pro síť ARCNET - průměr kabelu je 6,15 mm (0,242 palce), jeho impedance činí 93 Ω, maximální délka segmentu může být 600 m (stejný kabel byl užíván u terminálů sálových systémů IBM); viz ARCNET, RG-62.